# 일류
일류(日流 니치류[*])는 일본의 대중문화를 포함한 일본과 관련된 것들이 일본 이외의 나라에서 인기를 얻는 현상을 뜻한다. 주로 중화인민공화국이나, 대한민국에서 일어나는 현상이다. 일류에는 일본의 서브컬처와 일본 드라마나 일본의 애니메이션 등이 인기가 많다.

## 같이 보기
- 오타쿠
- J-POP
- 일본의 애니메이션
- 일본 드라마